# 라이티아

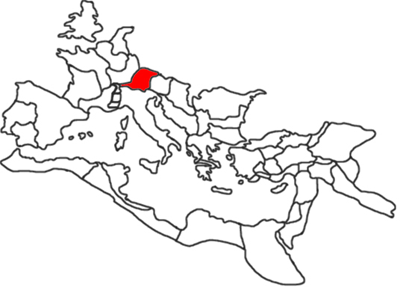
라이티아의 위치

라이티아(Raetia)는 로마 제국의 속주이다. 그 영역은 현재의 스위스 동부 및 중부, 독일 바이에른주의 남부와 도나우강 상류부 오스트리아 포어아를베르크주, 오스트리아와 이탈리아에 걸친 티롤 지방의 대부분 및 이탈리아의 롬바르디아주의 일부로 이루어진다.

## 같이 보기
- 라이티인